# Fenais da Luz
Fenais da Luz ist eine portugiesische Gemeinde (Freguesia) im Kreis (Município) von Ponta Delgada auf der Azoreninsel São Miguel.
Bekannt ist der hiesige 18-Loch-Golfplatz Campo de Golfe da Batalha. Er liegt im Ort Aflitos, wo sich auch einige Miradouros befinden (port. Aussichtsplätze).

## Verwaltung
Fenais da Luz ist eine Gemeinde (Freguesia) im Kreis (Concelho) von Ponta Delgada. In der Gemeinde leben 2227 Einwohner (Stand 19. April 2021) auf einer Fläche von 7,7 km².
Folgende Ortschaften liegen in der Gemeinde:
- Aflitos (Bom Jesus dos Aflitos)
- Farropo
- Fenais da Luz

## Söhne und Töchter der Gemeinde
- Bartolomeu de Quental (1626–1698), geistlicher Autor und Ordensaktivist